# Ondrej Debnár
Ondrej Debnár je slovenský fotbalista, který momentálně působí ve slovenském týmu FK Dukla Banská Bystrica. Je obráncem a lídrem svého klubu. Jako hráč postupně prošel kluby: TJ Očová, MFK Detva, FK Dukla Banská Bystrica, Artmedia Petržalka, MFK Ružomberok, Elazığspor (Turecko), FC Sopron (Maďarsko), Artmedia Petržalka a zpět do FK Dukla Banská Bystrica.